# Lauren Ridloff
Lauren Ridloff   (Chicago, 6 d'abril de 1978), és una actriu i professora nord-americana, coneguda pel seu paper de Connie a la sèrie de televisió The Walking Dead. El 2018, el seu paper destacat va ser la seva interpretació principal a l'obra teatral de Broadway Children of a Lesser God, per la qual va ser nominada a diversos premis, inclòs el premi Tony a la millor actriu d'una obra. Posteriorment, va ser repartida a The Walking Dead per la seva novena temporada. Interpretarà un superheroi sord a la pel·lícula de superherois Marvel Cinematic Universe, Eternals, que s'estrenarà el novembre de 2021.

## Primera vida i educació
Lauren Ridloff va néixer a Chicago, Illinois, als Estats Units. Va néixer sorda i de pares oients, un pare mexicà-americà i una mare afroamericana. El seu pare Hugo era conseller de la Universitat d'Illinois a Chicago. També era músic i la mare de Ridloff era artista. Ridloff va créixer a l'àrea comunitària de Chicago, a Hyde Park. Els seus pares van pensar que el seu nadó tenia un retard en el desenvolupament, però quan tenia dos anys van saber que era sorda. Van aprendre el llenguatge de signes per a ella i la van inscriure a l'escola catòlica amb fills oients. Va tenir un bon rendiment a l'escola. Quan tenia 13 anys, va deixar d’utilitzar la veu perquè la gent deixés de jutjar la seva intel·ligència en funció de la seva intel·ligibilitat vocal. Després de l'escola catòlica, els seus pares la van enviar a l'Escola Secundària Model per a Sords de Washington DC, on es trobava entre companys sords i amb problemes d'oïda. Va començar a explorar les arts, començant per la ceràmica i implicant-se en el drama. En una producció escolar de El mag, va interpretar a Dorothy. També va formar part de l'equip d’animadores i es va convertir en una de les primeres animadores americanes sordes a competir internacionalment.
Ridloff va optar per assistir a la Universitat Estatal de Califòrnia, Northridge, una universitat amb una població estudiantil sorda i amb problemes d’audició, a causa del seu Centre Nacional de Sordesa. Es va especialitzar en anglès amb èmfasi en l'escriptura creativa. Mentre estava a la universitat, es va unir a un grup local de sords i va començar a ballar hip-hop. Després de graduar-se el maig del 2000, va començar a treballar al NCOD, on va participar en un programa per millorar l'ensenyament post-secundari per a estudiants sords i amb discapacitat auditiva. Més endavant l'any, va decidir competir a la competició Miss Deaf America de l'Associació Nacional de Deaf's, inspirada en la competició que va veure dos anys abans. Va guanyar la competició preliminar de Miss Deaf Illinois i finalment va guanyar Miss Deaf America. Va ser la segona graduada consecutiva de CSUN a guanyar la corona, i també va ser la primera competidora d'origen afroamericà o mexicà-americà a guanyar el certamen. Les seves activitats en competició van incloure una representació en ASL del llibre The Giving Tree de Shel Silverstein. Després de guanyar a Miss Deaf America, va començar dos anys assistint a dinars i cerimònies de graduació com a portaveu de NAD.
Després de graduar-se de CSUN, Ridloff va anar al Hunter College de Nova York per estudiar educació amb l'objectiu d'esdevenir autor infantil. Després d'obtenir el Màster en Educació el 2005, va començar a ensenyar el jardí d'infants i el primer grau a l'Escola Pública 347 de Manhattan. També va participar en treballs de teatre comunitari i cinema per a sords per a amics. Es va casar amb Douglas Ridloff el 2006 i van tenir dos fills, tots dos nois i tots dos sords. Va deixar la seva feina d’ensenyant per tenir cura dels nois. La família viu a Williamsburg, Brooklyn, un barri de Nova York.

## Carrera actoral
Ridloff es va unir a la producció de la pel·lícula Wonderstruck del 2017 com a consultor i, finalment, va participar en un petit paper. També va aparèixer al vídeo líric de la cançó "Love Me Now" de John Legend.
Quan el director Kenny Leon va començar a produir un renaixement de l'obra de teatre Children of a Lesser God del 1980, va contractar Ridloff perquè el tutoritzés en llengua de signes americana. Leon va interpretar a Joshua Jackson com a protagonista masculí, però no havia interpretat el paper femení. Aleshores, Ridloff havia estat tutelant Leon durant més d’un any. Li va demanar que el substituís en una lectura ràpida al principi i, segons la seva interpretació, li va oferir el paper. El repartiment va tenir una primera carrera al Berkshire Theatre Group a Stockbridge, Massachusetts. Un dels aspectes més desafiants del seu paper va ser utilitzar la veu, que no havia utilitzat des dels 13 anys. The New York Times va escriure: "La senyora Ridloff compara l'experiència d'utilitzar la veu durant l'obra amb un tret d'entrecuix, dient que al principi se sentia exposada, vulnerable i lletja". Després d’un any amb el paper i amb un entrenador vocal, va trobar més facilitat. Ella em va explicar: "Em sento empoderador, com si finalment posseís totes les parts de mi mateix, [però] no em veig fent servir mai la meva veu a nivell conversacional, no sóc qui sóc". El renaixement es va estrenar a Broadway l'abril del 2018 i el New York Times va escriure: "La producció va quedar decebuda per la producció, però fascinada per la senyora Ridloff". El ressorgiment es va tancar el 27 de maig de 2018.
Ridloff era fan de la sèrie de televisió The Walking Dead i va enviar una cinta d’audició per ser llançada a la sèrie. Va ser nomenada Connie i va començar el seu paper a la novena temporada del programa, que es va estrenar a l'octubre del 2018. Al juliol de 2019, Ridloff va ser escollit a la pel·lícula de superherois Marvel Cinematic Universe 2021, Eternals, com el superheroi Makkari, que en els còmics és un home blanc i audit. Com a part de l'enfocament del director Chloé Zhao per ampliar la representació del càsting, el càsting de Ridloff revisa el personatge per ser una dona sorda de color. El càsting fa de Ridloff el primer superheroi sord de la MCU. Per filmar per a Eternals, Ridloff va prendre una excedència de The Walking Dead, no apareixent en sis episodis consecutius de la desena temporada del programa.
El 2020, Ridloff va rebre el premi SAG-AFTRA Harold Russell en el 41è premi Media Access. El mateix any, l'Acadèmia Britànica d'Arts del Cinema i la Televisió va seleccionar Ridloff com a intèrpret innovador del 2020 juntament amb altres 33 talents en cinema, televisió i jocs.

## Filmografia

### Cinema
| Any  | Títol                         | Paper           | Notes |
| ---- | ----------------------------- | --------------- | ----- |
| 2011 | If You Could Hear My Own Tune |                 |       |
| 2017 | Wonderstruck                  | Pearl, The Maid |       |
| 2017 | Sign Gene                     | QIA agent       |       |
| 2019 | Sound of Metal                | Diane           |       |
| 2021 | Eternals                      | Makkari         |       |

### Televisió
| Any       | Títol            | Paper  | Notes       |
| --------- | ---------------- | ------ | ----------- |
| 2018      | Legacies         | Dragon | 1x02        |
| 2018–2022 | The Walking Dead | Connie | 30 episodis |
| 2019      | New Amsterdam    | Margot | 1x19        |